# 三峰ロープウェイ
三峰ロープウェイ（みつみねロープウェイ）は、かつて存在した埼玉県秩父郡大滝村（現:秩父市大滝地区）の大輪駅と三峰山頂駅を結ぶ索道である。秩父鉄道が経営していた。
施設の老朽化及び金属疲労が判明したため、2006年（平成18年）5月19日から2007年（平成19年）5月31日までの予定で運休していたが、2007年4月23日に廃止の方向に転向。秩父市などと話し合いを行っていたが、施設の修理と再開には多額の投資が必要なこと、既に三峰観光道路（1967年（昭和42年）に有料道路として開通、後に無料化され県道278号の一部となっている）があるため、再開しても需要が乏しく経常的な赤字が見込まれ、秩父鉄道の本業（鉄道事業）の存続問題にも関わるなど投資対効果が見込めないことから、再開されないまま同年12月1日で廃止となった。

## 路線データ
- 路線距離（営業キロ）：1.9 km
- 方式：4線交走式
- 駅数：2駅（起終点駅含む）
  - 大輪駅（おおわえき） - 三峰山頂駅（みつみねさんちょうえき）
- 高低差：680 m

## 運行形態
30分間隔で運行され、多客時には増発運転を行っていた。所要時間8分。

## 搬器
- 初代搬器（1939年（昭和14年） - 1964年（昭和39年））
  - 開業時の搬器で愛称は「若葉」と「錦」。定員21名。
- 2代目搬器（1964年（昭和39年） -  2007年（平成19年））
  - 1964年に日本車輌で製造された搬器で、愛称は雲取山と霧藻ヶ峰にちなんだ「くもとり」と「きりも」。定員71名。

## 歴史
- 1939年（昭和14年）5月1日 - 大輪 - 三峰山頂（初代）間開業。
- 1964年（昭和39年）4月29日 - 搬器の大型化に併せて一部区間を変更。これにより路線距離が200mほど延びている。
- 2006年（平成18年）5月19日 - 施設の老朽化と金属疲労に伴い全線運行休止。
- 2007年（平成19年）
  - 4月23日 - 廃止を視野に休止期間を5月末から11月末まで延長。
  - 11月30日 - 平日に運行された代替バスが運行終了となる[1][2]。
  - 12月1日 - 廃止[1][2]。
  - 12月3日 - 西武観光バスが平日についても三峯神社への路線バスを運行開始。

## 代替輸送
ロープウェイが運行休止になってからは、平日には秩父湖 - 三峰山駐車場（三峯神社）間で子会社の秩父鉄道観光バスによる運賃無料の代替バスが6往復（時期により8往復）運行された。また、土休日は西武観光バスによる既存の路線バス（土休日のみ運行）による代行輸送（通常のバス運賃）となった。なお、ゴールデンウィーク期間中は、土休日にも秩父鉄道観光バスによる代替バスが6往復運行された。
ロープウェイの廃止により代替バスも廃止されたが、同年12月3日より平日も西武観光バスが三峯神社への路線バスの運行を開始した。西武秩父駅から三峰口駅を経て三峯神社を結ぶもので、現在平日6往復、土休日7往復運転（いずれも1往復は三峰口駅 - 三峯神社間の区間運転便）している。しかし、三峯神社への道路は渋滞が発生することがあり、バスの運行に問題が生じている。三峯神社の御神木の木片を内符に入れたお守り「氣守」のうち、2012年（平成24年）7月から毎月1日限定で頒布されていた、白色の限定品「白い氣守」が頒布された2015年（平成27年）11月1日には西武秩父駅 - 三峯神社間の所要時間が最大8時間となったほか、2016年（平成28年）5月1日は減便や一部の三峯神社ヘリポート発着への変更、大幅な遅延の見込みが予告されていた。その後、毎月1日にはその日に頒布される白い氣守目当てに渋滞が深刻化し、ついには物流にまで影響が出た。これを重く見た三峯神社は、2018年（平成30年）6月に白い氣守の頒布を中止するに至った。

## その他
- 前述の通り1964年（昭和39年）に搬器を大型化し、それに伴い区間の変更が発生している。この際三峰山頂駅は南西方向の山頂寄りに移転している。旧駅は長年荒れるに任されて放置されていたが、廃止後の2008年（平成20年）から2009年（平成21年）にかけて新駅共々解体されている。また、三峯神社の参道の入口にあった大輪駅のホームも同時に駅前広場を挟んだ北隣に移転しており、駅舎及び旧ホーム側にあった改札口とは、駅の西側の崖に張り出すように拡張された駅前広場の地下を通る通路で連絡する形になっていた[8][9]。旧ホームは移転後も長らく残っていたが、こちらも廃止後に駅舎及び新ホーム共々解体されてコンクリートの土台のみが残った状態になっている。
- 大輪駅及び三峰山頂駅の旧駅の駅舎は寺社をモチーフとした物で、三峰山頂駅の新駅の駅舎は2階建てでスキー場のロッジ風のデザインだった[10][11]。また大輪駅では、冬期は待合室に電気コンロの囲炉裏が設置され、利用客へのお茶のサービスが行われていた[12]。
- 路線の計画自体は1925年（大正14年）に立案されたが、不況に加え内務省神社局が「霊峰への冒涜に当たる」と反対したため凍結状態となり、その後三峰山頂駅を当初の予定より麓寄りに設けることで開業に漕ぎ着けている。
- かつて交通博物館には、三峰ロープウェイの設備を模した縮尺1/50の模型が展示されていた。これは河合製作所（地形部分のみ榎本模型製作所）が1955年（昭和30年）に製作したもので、1階の特殊鉄道室に展示され、ボタン操作により搬器が上下に動く仕組みだった。この模型は後に撤去されるが、搬器部分は保管されており、2005年（平成17年）に行われた乗り物模型蔵出し大公開では一般に公開された。
- 2006年（平成18年）、金属疲労による長期運休・補修の告知を社の広報自ら率先して行った。
- 設備撤去については、自然公園法に基づき、以下の計画を以て行う。

1．工事の範囲
- 大輪駅施設の解体
- 山頂駅施設の解体
- 大輪駅 - 山頂駅間索条、支持鉄塔の解体
- 大輪駅 - 山頂駅高圧配電線などの解体
- 旧山頂駅施設の解体
- 工事発生撤廃物の搬出 （ヘリコプター空輸搬出およびトラック搬出）
- 工事発生撤廃物の処分
- 跡地整備工事
- 緑化工事

2．工事期間：2007年12月 - 2009年9月（予定）
- 準備期間：2007年10月まで
- 索条緊張ばらし他：2007年11月
- 解体撤去工事：2008年1月 - 2008年11月
- 跡地整備：2009年7月 - 2009年9月